# Бойрен (Трір-Саарбург)
Бойрен (нім. Beuren) — громада в Німеччині, розташована в землі Рейнланд-Пфальц. Входить до складу району Трір-Саарбург. Складова частина об'єднання громад Гермескайль.
Площа — 18,50 км2. Населення становить 926 ос. (станом на 31 грудня 2020).

## Галерея

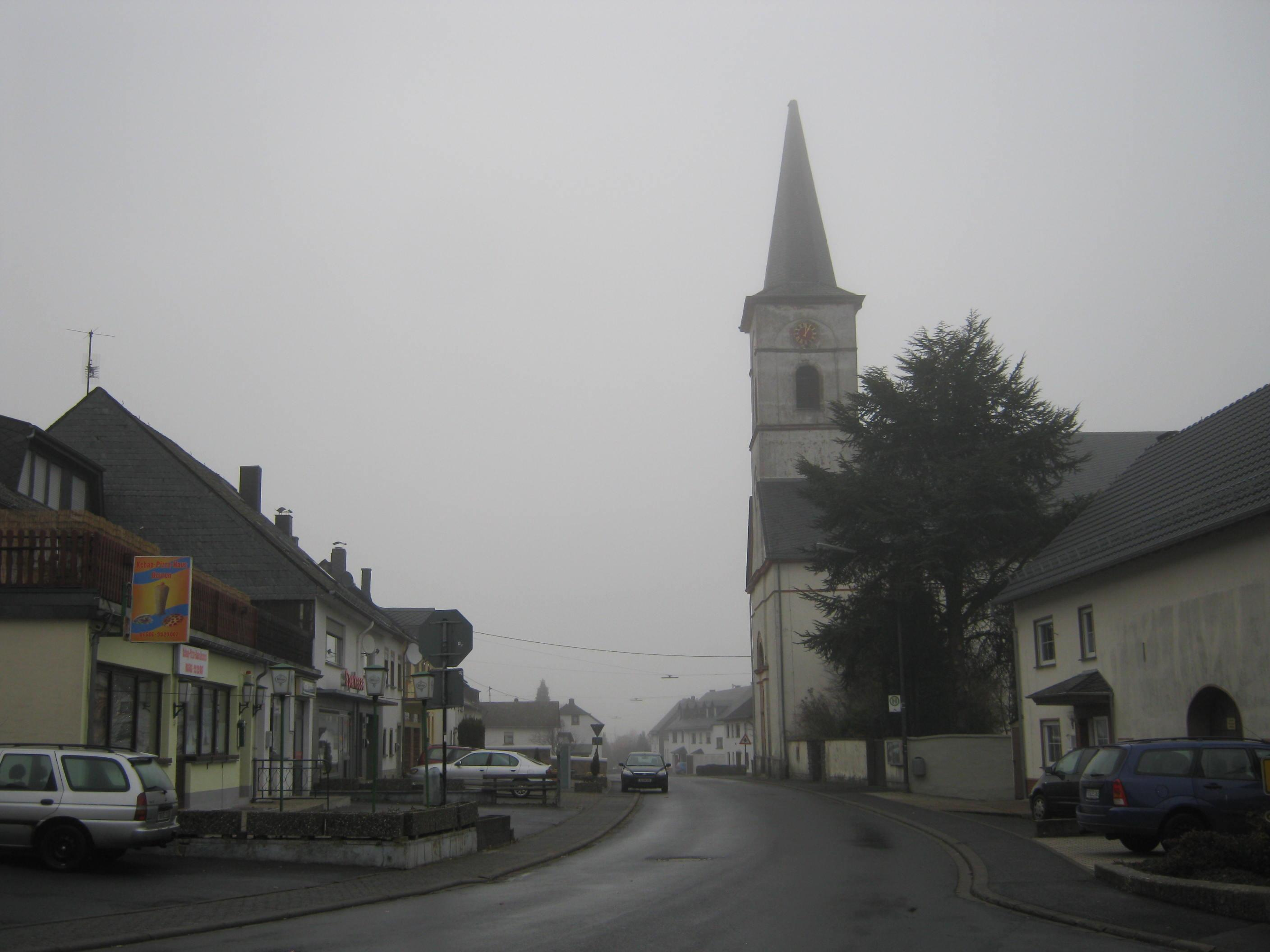
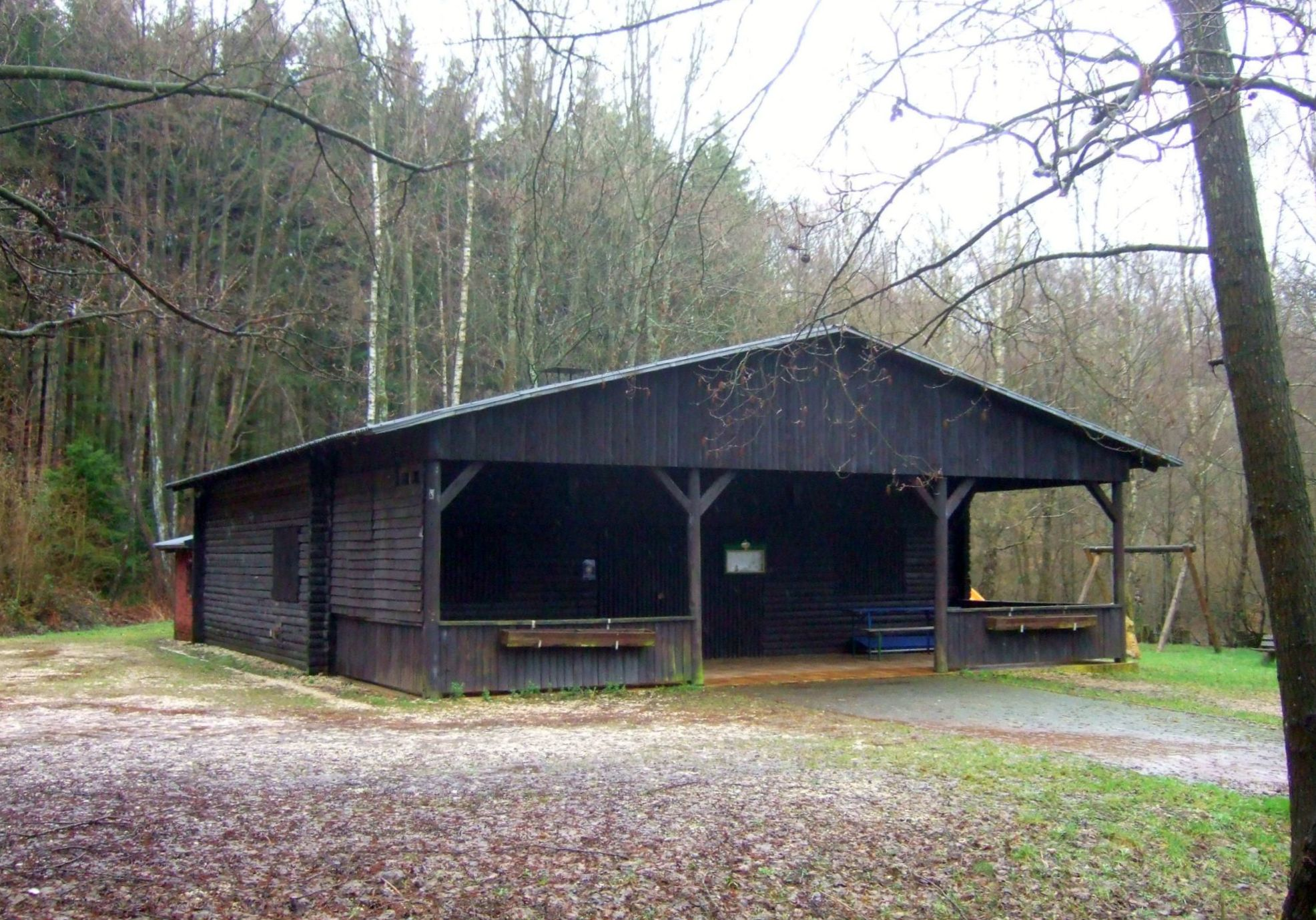